# Onthophagus conradsi
Onthophagus conradsi là một loài bọ cánh cứng trong họ Bọ hung (Scarabaeidae).